# Jimmy Slattery
James Patrick Slattery (Buffalo, 25 de agosto de 1904 - Buffalo, 30 de agosto de 1960) foi um pugilista americano, campeão mundial dos meios-pesados em duas ocasiões diferentes. Slattery foi campeão mundial pela primeira vez em 1927 e depois uma vez mais em 1930.

## Biografia
Jimmy Slattery começou sua carreira profissional em 1921 aos 16 anos de idade, tendo obtido 38 vitórias ininterruptas, até sua primeira derrota para Joe Eagan no início de 1924. Habilidoso nas esquivas e rápido com as pernas, Slattery, era um boxeador particularmente difícil de ser atingido ou encurralado por seus adversários.
Recuperando-se de seu primeiro revés, ainda em 1924, Slattery obteve importantes vitórias sobre oponentes de respeito tais como Young Stribling e Jackie Clark. Perdeu uma segunda vez na carreira, quando batalhou bravamente contra o temido campeão dos médios Harry Greb, em uma curta luta de apenas seis rounds decidida nos pontos. Porém, uma vez mais, mostrou seu poder de recuperação e emplacou uma sequência de 18 vitórias consecutivas, incluindo dois êxitos contra o futuro campeão dos meios-pesados Jack Delaney.
Uma inesperada derrota por nocaute no terceiro assalto para Dave Shade, em meados de 1925, quase atrapalhou sua caminhada rumo ao título mundial. Contundo, apenas um mês após esse grande tropeço, Slattery venceu categoricamente o ascendente Maxie Rosenbloom, que futuramente viria se tornar seu grande arqui-rival na carreira, recolocando-o assim na disputa direta pelo título mundial dos meios-pesados.
Dessa forma, já mais para o fim de 1925, Slattery ganhou sua primeira oportunidade de conquistar o título mundial dos meios-pesados, quando subiu ao ringue contra o campeão Paul Berlenbach. Infelizmente para Slattery, o campeão manteve seu título com uma vitória por  nocaute no 11º assalto, adiando o sonho de Slattery de se tornar um boxeador campeão mundial.
Em 1926, Slattery manteve-se no auge de sua forma, obtendo onze vitórias em doze lutas realizadas, incluindo novo sucesso sobre Rosenbloom. Assim sendo, quando Jack Delaney abdicou de seu título mundial dos meios-pesados no início de 1927, um duelo entre Jimmy Slattery e Maxie Rosenblomm foi anunciado como válldo pelo título vago da Associação Nacional de Boxe dos meios-pesados.
Slattery subiu no ringue contra Rosenbloom em agosto de 1927, em um combate que durou dez assaltos e foi decidido nos pontos pelos jurados a favor Slattery, que enfim capturara para si o título de campeão mundial dos meios-pesados. No entanto, em outubro de 1927, Tommy Loughran também foi declarado como o novo campeão mundial dos meios-pesados pela Comissão Atlética do Estado de Nova Iorque ao derrotar o ex-campeão Mike McTigue.
Assim sendo, esse impasse de quem era o legítimo campeão mundial somente pode ser desfeito em dezembro de 1927, quando Jimmy Slattery e Tommy Loughran enfrentaram-se em um combate que durou a plenitude de seus quinze assaltos, após os quais, por decisão majoritária dos jurados, Loughran foi declarado vencedor e a partir de então reconhecido como o único campeão mundial dos meios-pesados.
Lutando contra adversários em sua maioria não muito expressivos nos anos seguintes, a carreira de Slattery parecia ter se estagnado de vez, quando em setembro de 1929 o campeão Tommy Loughran decidiu abdicar de seu título para subir de categoria. Assim sendo, no início de 1930, Slattery derrotou Lou Scozza e conquistou o título vacante de campeão mundial dos meios-pesados pela Comissão Atlética do Estado de Nova Iorque.
Poucos meses mais tarde, em meados de 1930, Slattery subiu ao ringue pela sexta vez contra Maxie Rosenbloom, de novo em um combate válido pelo título mundial dos meios-pesados. Derrotado apenas pela segunda vez na carreira por Rosenbloom, Slattery perdeu seu título em uma decisão dividida dos jurados após quinze assaltos, em um combate de resultado bastante controvertido que desagradou grande parte da opinião pública da época.
Pouco mais de um ano depois, em meados de 1931, Rosenbloom defendeu com sucesso seu título mundial contra Slattery, em uma decisão unânime dos jurados após quinze assaltos, naquela que foi a sétima e derradeira luta dessa histórica rivalidade entre esses dois grandes boxeadores.
Slattery abandonou definitivamente os ringues em 1934. Viveu uma vida desregrada, abusando do consumo de álcool e gastando sempre muito dinheiro. Faleceu de tuberculose em 1960, aos 56 anos de idade.
Em 2006, Jimmy Slattery teve seu nome incluído na galeria dos seletos boxeadores imortalizados pelo International Boxing Hall of Fame.